# Luke Chambers
Luke Chambers (ur. 28 września 1985 w Kettering) – angielski piłkarz grający na pozycji obrońcy.